# (145453) 2005 RR43
(145453) 2005 RR43是一個海王星外天體（TNO），估計直徑約250公里。2005 RR43於2005年9月9日由安德魯·貝克爾、安德魯·帕克特和傑里米·庫比卡在新墨西哥州森史波特的阿帕契點天文台發現。

## 表面特徵
2005 RR43表面被水冰覆蓋，紅外光譜中1.5和2微米的深吸收和中性（即非紅色）顏色證實了這一點。散射模型顯示，觀測到的水冰至少在很大一部分是結晶的，而在許多海外天體表面檢測到的有機物則完全不存在。
這些與妊神星共有的物理和軌道特徵，使天文學家推測 2005 RR43 是妊神星族的成員。該天體與妊神星族的其他成員（(19308) 1996 TO66、(24835) 1995 SM55、(55636) 2002 TX300 和 (120178) 2003 OP32）一樣，是由妊神星與另一個大型天體（約 1,660（1,030英里））碰撞後噴出的冰幔所形成的。

## 外部連結
- List of TNOs, Minor Planet Center
- (145453) 2005 RR43 Precovery Images
- NASA JPL小天體瀏覽器上的(145453) 2005 RR43